# Shuanggui (ort i Kina, Sichuan Sheng, lat 32,12, long 106,57)
Shuanggui (kinesiska: 双桂) är en ort i Kina. Den ligger i provinsen Sichuan, i den sydvästra delen av landet, omkring 290 kilometer nordost om provinshuvudstaden Chengdu. Antalet invånare är 5 627. Befolkningen består av 2 726 kvinnor och 2 901 män. Barn under 15 år utgör 22,0 %, vuxna 15-64 år 66 %, och äldre över 65 år 10,0 %.
Runt Shuanggui är det ganska tätbefolkat, med 172 invånare per kvadratkilometer. Närmaste större samhälle är Mumen, 4,0 km väster om Shuanggui. I omgivningarna runt Shuanggui växer i huvudsak blandskog.
Genomsnittlig årsnederbörd är 1 375 millimeter. Den regnigaste månaden är juli, med i genomsnitt 309 mm nederbörd, och den torraste är december, med 3 mm nederbörd.